# Krzyż patriarchalny

Krzyż patriarchalny

Krzyż patriarchalny (kardynalski) – forma krzyża z jedną belką pionową i dwiema, prostopadłymi do niej – dłuższą dolną oraz krótszą górną, symbolizującą tabliczkę INRI (według Ewangelii umieszczoną na krzyżu Jezusa Chrystusa). Pojawienie się tego motywu, uznawanego za jeden ze znaków Kościołów wschodnich poprzedza jednak faktyczny rozdział chrześcijaństwa. Motyw po raz pierwszy pojawia się na monetach cesarza bizantyńskiego Justyniana II z lat 705–711, a później jednego z kolejnych basileusów – Teodozjusza III.
Krzyżem patriarchalnym może być np. oznaczona świątynia, która podlega bezpośrednio władzy kardynalskiej z pominięciem lokalnej biskupiej władzy kościelnej (podobnie jak krzyż papieski, oznaczony trzema poprzeczkami, oznacza zależność świątyni bezpośrednio od papieża).